# Sturzkampfgeschwader 5
Das Sturzkampfgeschwader 5 war ein Verband der Luftwaffe der Wehrmacht im Zweiten Weltkrieg. Als Sturzkampfgeschwader, ausgestattet mit Sturzkampfbombern vom Typ Junkers Ju 87, führte es Luftangriffe im Sturzflugverfahren mit Bomben, auf zugewiesene Ziele durch. Das Geschwader beteiligte sich am Deutsch-Sowjetischen Krieg. Es wurde am 18. Oktober 1943 in Schlachtgeschwader 5 umbenannt.

## Geschichte
Die I. Gruppe des Sturzkampfgeschwaders 5 entstand am 27. Januar 1942 in Rovaniemi (Lage), der Hauptstadt der nordfinnischen Landschaft Lappland, aus der umbenannten IV. Gruppe des Lehrgeschwaders 1. Finnland war zu dieser Zeit ein Verbündeter des Deutschen Reiches. Ein Geschwaderstab oder weitere Gruppen existierten nicht. Die Geschwaderkennung war J9.
Zu dieser Zeit war das Geschwader überwiegend mit der Junkers Ju 87R ausgestattet, einer reichweitengesteigerten Version der Ju 87B-1, die mit ihrem Junkers-Jumo-210A-Motor mit 1000 PS, eine Höchstgeschwindigkeit von 390 km/h und eine Bombenlast von 1000 kg ermöglichte.
Ab Januar 1942 unterstützte das Geschwader von Rovaniemi aus, die deutschen und finnischen Truppen die während des deutschen Überfalls auf die Sowjetunion in der Armee Lappland (später 20. Gebirgsarmee) zusammengefasst waren. Es war zu dieser Zeit dem Fliegerführer Nord (Ost) der Luftflotte 5 unterstellt. Die im April 1942 aufgestellte 4. Staffel war unterdessen dem Fliegerführer Lofoten zugeteilt. Im März wechselte das Geschwader auf den Fliegerhorst Alakurtti (Lage), der sich im besetzten Teil der Sowjetunion befand.
Im Februar 1943 attackierte das Geschwader den am Nordmeer gelegenen Hafen von Murmansk, in dem sich Schiffe des Nordmeergeleitzuges JW 53 befanden und beschädigte zwei davon schwer.
Ab September hatte das Geschwader überwiegend die Junkers Ju 87D-5 in seinen Reihen, einem zweisitzigen Schlachtflugzeug, deren Jumo 211J-Motor 1420 PS leistete, eine Höchstgeschwindigkeit von 402 km/h und eine Bombenlast von bis zu 1800 kg ermöglichte. Die Variante D-5 war die erste die keine Sturzflugbremse mehr besaß und zwei 20-mm-Kanonen MG 151/20 starr in den Tragflächenknicken mit sich führte.
Am 18. Oktober erhielt das Geschwader die Umbenennung in Schlachtgeschwader 5. Die I. Gruppe befand sich zu dieser Zeit in Nautsi. (Lage)

## Gruppenkommandeure
I. Gruppe
- Major Hans-Karl Stepp, 27. Januar 1942 bis Juli 1942[7]
- Hauptmann Arnulf Blasig, Juli 1942 bis 21. November 1942[8]
- Major Horst Kaubisch, 22. November 1942 bis Juni 1943[9]
- Hauptmann Martin Möbus, 13. Juli 1943 bis 17. Oktober 1943[10]

## Bekannte Geschwaderangehörige
- Arnulf Blasig (1913–1998), war ein Oberst der Luftwaffe der Bundeswehr